# Anomala subaenea
Anomala subaenea är en skalbaggsart som beskrevs av Nonfried 1893. Anomala subaenea ingår i släktet Anomala och familjen Rutelidae. Inga underarter finns listade i Catalogue of Life.